# Teodor Teodorov

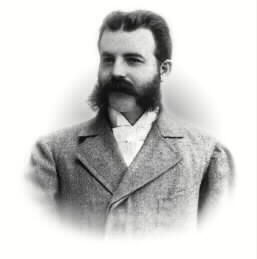
Teodor Teodorov

Teodor Ivanov Teodorov (en bulgare : Теодор Иванов Теодоров), né le 8 avril 1859 à Elena dans le pachalik de Silistra (Empire ottoman) et mort le 5 août 1924 à Chamkoria (Bulgarie) est un homme politique bulgare. 
Dirigeant du Parti populaire (en), il est président du Conseil des ministres du royaume de Bulgarie de 1918 à 1919.

## Biographie
Membre du Parti libéral populaire, il est chargé de conduire en novembre 1918 un grand gouvernement de coalition (à l'exception des socialistes) pour assurer dans l'ordre la transition jusqu'aux prochaines élections générales d'août 1919 (en). 